# Final da Liga dos Campeões da UEFA de 2007–08
A Final da Liga dos Campeões da UEFA de 2007-08 foi a 53ª edição da decisão da Liga dos Campeões da UEFA, que teve como adversários Manchester United, da Inglaterra e Chelsea, também da Inglaterra, fazendo uma final inglesa pela primeira vez na história da competição. A final foi jogada na Rússia, no estádio Luzhniki Stadium, em Moscow, no dia 21 de Maio de 2008.
Os dois gols do jogo saíram no primeiro tempo, com Cristiano Ronaldo marcando para o Manchester, aos 26 minutos, e Frank Lampard empatando a partida para o Chelsea, aos 45 minutos. Após empate em tempo normal e prorrogação, a partida foi para a disputa de pênaltis. Na sétima cobrança para o time azul, Nicolas Anelka errou o alvo e deu o título aos Red Devils.
Mais de 67.000 pessoas assistiram ao jogo no estádio, juntamente com mais de 17,5 milhões de telespectadores no Reino Unido e na Irlanda. Além da premiação em dinheiro recebida no início da competição, o Manchester United recebeu € 7 milhões pela vitória na final, enquanto o Chelsea recebeu € 4 milhões. Como vencedor, o Manchester United jogou a Supercopa da UEFA de 2008, perdendo por 2–1 para da Copa da UEFA de 2007–08, vencedor o Zenit, e a Copa do Mundo de Clubes da FIFA de 2008, que venceu após derrotar o vencedor da Copa Libertadores de 2008 da LDU Quito. 1–0 na final.

## Caminho até a final
Nota: Em todos os resultados abaixo, os gols dos finalistas são dados primeiro (C: casa; F: fora).
| Pos. | Equipe            | Pts |
| ---- | ----------------- | --- |
| 1    | Manchester United | 16  |
| 2    | Roma              | 11  |
| 3    | Sporting          | 7   |
| 4    | Dínamo de Kiev    | 0   |

| Pos. | Equipe     | Pts |
| ---- | ---------- | --- |
| 1    | Chelsea    | 12  |
| 2    | Schalke 04 | 8   |
| 3    | Rosenborg  | 7   |
| 4    | Valencia   | 5   |

## Detalhes da Partida
| 21 de maio de 2008 | Manchester United | 1 – 1     | Chelsea     | Estádio Lujniki, Moscovo                  |
| 22:45 (UTC+4)      | Ronaldo 26'       | Relatório | Lampard 45' | Público: 67 310 Árbitro: SVK Ľuboš Micheľ |

|                                                      |       | Penalidades                                         |  |
| Tévez Carrick Ronaldo Hargreaves Nani Anderson Giggs | 6 — 5 | Ballack Belletti Lampard A. Cole Terry Kalou Anelka |  |

| Manchester United | Chelsea |

| MANCHESTER UNITED: |    |                   |      |        |
|                    |    |                   |      |        |
| G                  | 1  | Edwin van der Sar |      |        |
| LD                 | 6  | Wes Brown         |      | 120+5' |
| Z                  | 5  | Rio Ferdinand (c) | 43'  |        |
| Z                  | 15 | Nemanja Vidić     | 111' |        |
| LE                 | 3  | Patrice Evra      |      |        |
| MD                 | 4  | Owen Hargreaves   |      |        |
| M                  | 18 | Paul Scholes      | 21'  | 87'    |
| M                  | 16 | Michael Carrick   |      |        |
| ME                 | 7  | Cristiano Ronaldo |      |        |
| A                  | 10 | Wayne Rooney      |      | 101'   |
| A                  | 32 | Carlos Tévez      | 116' |        |
| Reservas:          |    |                   |      |        |
| G                  | 29 | Tomasz Kuszczak   |      |        |
| Z                  | 22 | John O'Shea       |      |        |
| Z                  | 27 | Mikaël Silvestre  |      |        |
| M                  | 8  | Anderson          |      | 120+5' |
| M                  | 11 | Ryan Giggs        |      | 87'    |
| M                  | 17 | Nani              |      | 101'   |
| M                  | 24 | Darren Fletcher   |      |        |
| Técnico:           |    |                   |      |        |
| Sir Alex Ferguson  |    |                   |      |        |

| CHELSEA:    |    |                   |                                   |        |
|             |    |                   |                                   |        |
| G           | 1  | Petr Čech         |                                   |        |
| LD          | 5  | Michael Essien    | 118'                              |        |
| Z           | 6  | Ricardo Carvalho  | 45'                               |        |
| Z           | 26 | John Terry (c)    |                                   |        |
| LE          | 3  | Ashley Cole       |                                   |        |
| V           | 4  | Claude Makélélé   | 21'                               | 120+4' |
| M           | 13 | Michael Ballack   | 116'                              |        |
| M           | 8  | Frank Lampard     |                                   |        |
| A           | 10 | Joe Cole          |                                   | 99'    |
| A           | 15 | Florent Malouda   |                                   | 92'    |
| CF          | 11 | Didier Drogba     | Penalizado · Penalizado · Expulso |        |
| Reservas:   |    |                   |                                   |        |
| G           | 23 | Carlo Cudicini    |                                   |        |
| Z           | 33 | Alex              |                                   |        |
| LD          | 35 | Juliano Belletti  |                                   | 120+4' |
| M           | 12 | Mikel John Obi    |                                   |        |
| M           | 21 | Salomon Kalou     |                                   | 92'    |
| A           | 7  | Andriy Shevchenko |                                   |        |
| A           | 39 | Nicolas Anelka    |                                   | 99'    |
| Técnico:    |    |                   |                                   |        |
| Avram Grant |    |                   |                                   |        |

| Melhor jogador (UEFA): Edwin van der Sar Melhor jogador (fãs): Cristiano Ronaldo Árbitros assistentes: Roman Slyško Martin Balko 4º Árbitro: Vladimir Hriňák |